# Dr. Palmers unheimliches Haus
Dr. Palmers unheimliches Haus ist ein US-amerikanischer Horror-Stummfilm aus dem Jahre 1925 mit Komik- und Science-Fiction-Elementen. Unter der Regie von Roland West spielt Lon Chaney senior die Hauptrolle. Die Geschichte basiert auf dem Theaterstück The Monster von Crane Wilbur.

## Handlung
In der kleinen Stadt Dayton herrscht große Aufregung: Der wohlhabende Farmer Mr. Brownson (im Original: John Bowman) ist spurlos verschwunden. Sein Auto wurde in zertrümmertem Zustand nahe der Stadt aufgefunden, und seitdem hat keiner dessen Besitzer wieder gesehen. Constable Russ Mason bildet mit Billie (im Original Amos Rigg) und Johnny Goodlittle, zwei kleinen, unbedeutenden Ladenschwengeln, einen Suchtrupp. Die Gesellschaft, bei der das Fahrzeug versichert war, schickt ihren hauseigenen Detektiv an den Tatort, um nach dem Verbleib des Versicherten zu fahnden. Doch auch der Experte für derlei Fälle kann keine Spuren, auch nicht die eines Verbrechens, ausfindig machen. Johnny und sein Kumpel Billie stehen in Konkurrenz um die Gunst der hübschen Betty, einer Kleinstadtschönheit. Johnnies größter Wunsch, neben dem, Betty für sich zu gewinnen, ist es, eines Tages ein berühmter Detektiv zu werden. Und so ist das Verschwinden von Mr. Brownson für Johnnie eine einzige große Herausforderung.
Das berufsspezifische Equipment einer Spürnase hat sich Johnnie bereits angeschafft, darunter Handschellen und einen Revolver. Ein Handbuch mit dem Titel “Wie werde ich Detektiv?” darf natürlich auch nicht fehlen. Der Versicherungsdetektiv und der ortsansässige Sheriff haben für Johnnies Spinnereien kein Verständnis und schließen ihn von ihren Nachforschungen aus. Auch Betty zeigt sich von Johnnies Hobby wenig angetan, und da ihr Billie bodenständiger zu sein scheint, entscheidet sie sich kurzerhand für ihn, indem sie sich nach einem Tanzvergnügen in sein Auto setzt und ihm erklärt, er solle sie zum Standesamt fahren, damit beide auf der Stelle heiraten können. Auf der nächtlich dunklen Landstraße kommt das Fahrzeug von der Spur ab und stürzt in einen Seitengraben. Beide Insassen werden von zwei Unbekannten gefesselt und in das Haus eines ominösen, unheimlichen Dr. Palmer (im Original: Dr. Gustave Ziska) verschleppt. Der ist jedoch niemand anderes als ein armer Irrer, der den echten Dr. Palmer überwältigt und durch sich selbst ersetzt hat. Dieses Gebäude ist de facto eine Irrenanstalt, die angeblich leer steht. Johnnie ist den beiden Entführungsopfern bereits auf der Spur und stößt bald auf diese merkwürdige Institution. Schließlich stellt sich heraus, dass die Wahnsinnigen der Anstalt längst die Wärter und Ärzte in ihre Gewalt gebracht und die Herrschaft über Dr. Palmers unheimliche Wirkungsstätte übernommen haben.
Um in der Klinik Menschenexperimente durchführen zu können, lässt der falsche Dr. Palmer von den ihm hörigen Insassen Straßenfallen aufstellen, um mit ihnen Fahrzeuge zum Umkippen zu bringen. Die Verunglückten werden von Palmers Lakaien hierhin verschleppt. Palmer will mit seinen wahnsinnigen Experimenten an den Entführten dem Geheimnis des ewigen Lebens auf die Spur kommen. Billie und Betty sollen die nächsten „Versuchskaninchen“ werden. Mit einem eigens konstruierten Gerät möchte der wahnsinnige „Doktor“ die Seelen seiner Opfer miteinander austauschen. Johnnie kann durch todesmutigen Einsatz bald die Ordnung wieder herstellen und in eigener Maskierung den irren Menschenexperimentator selbst an seinen Operationstisch fesseln. Da nach der Befreiung von Betty und Billie keine zweite Person mehr für eine Seelentransformation zur Verfügung steht, wird “Dr. Palmers” Seele nicht ausgetauscht, sondern lediglich entfernt. Zurück bleibt eine leere, leblose Menschenhülle. Bis die Polizei eintrifft, hat Johnnie die Kontrolle über das unheimliche Haus und damit ganz en passant auch das Herz seiner angebeteten Betty gewonnen. Nun endlich werden auch in seinem kleinen Heimatort seine Fähigkeiten als Meisterdetektiv anerkannt.

## Produktionsnotizen
Dr. Palmers unheimliches Haus entstand wohl in der zweiten Jahreshälfte 1924 und feierte am 16. Februar 1925 seine Premiere in New York. Massenstart war der 16. März desselben Jahres. In Wien lief der Streifen am 25. Dezember 1925 an. Eine deutsche Premiere ist derzeit nicht feststellbar.

## Kritiken
Die Stunde stellte in erster Linie fest: „Ein Film, der uns das Gruseln lehrt“ und fügte hinzu: „Auch der Humor kommt in diesem gräßlichen Milieu zu seinem Rechte.“
Der Movie & Video Guide bemängelte am Film eine Überdosis an Komödienanteilen, die Lon Chaneys stimmungsvolle Taten als verrückter Arzt behindern würden.
Halliwell‘s Film Guide verortete hier eine „typische Star-Groteskerie ohne viel Flair“.